# Demänovské vrchy
Demänovské vrchy jsou geomorfologickou částí Ďumbierských Tater. Zabírají sever centrální části Nízkých Tater a nejvyšším vrchem je Krakova hoľa (1572 m n. m.).

## Vymezení
Území zabírá severovýchodní část Ďumbierska Tater, mezi Križskou dolinou na západě a Bocianskou dolinou na východě. Severní okraj vymezuje Ľubelská pahorkatina a Liptovské nivy, geomorfologické části Liptovské kotliny. Bocianská Dolina tvoří hranici s Priehybou, patřící do Kráľovohoľských Tater, jižním směrem pokračují Nízké Tatry částí Ďumbier a na západě navazují Salatíny, oddělené Križskou dolinou. 

## Ochrana území
Demänovské vrchy patří mezi přírodně nejcennější oblasti na Slovensku, což potvrzuje množství chráněných území. Téměř celá část leží v Národním parku Nízké Tatry, okrajové oblasti v jeho ochranném pásmu. Zvláště chráněnou lokalitou je národní přírodní rezervace Demänovská dolina, Jánska dolina a Ohniště, národní přírodní památka Jeskyně Zlomísk, Starý hrad, Štefanová, Velká ledová propast a Záskočská jeskyně a přírodní památka Dogerské skaly . 

## Turismus
Turisticky vyhledávané jsou zejména krasové území Demänovské a Jánské doliny, ale celá oblast je vybavena sítí značkovaných tras. Centrální částí vede přístup do Jasné, poblíž kterého je unikátní komplex Demänovských jeskyní. V Jánské dolině je nejznámější Stanišovská jeskyně. Mezi střediska turistiky a volnočasových aktivit patří i okolí Liptovského Jána, lyžařské středisko při Závažnej Porube a při Pavčinej Lehote, kde se nachází i bobová dráha. 